# نادي تروا
تروا (Troyes AC) هو نادي كرة قدم فرنسي من مدينة تروا. تأسس عام 1900، وتأهل للدرجة الأولى من الدوري الفرنسي في موسم 2005 - 2006، ولكنه لعب مسبقاً في الدرجة الأولى في موسم 2001 - 2002. تحول اسم النادي إلى ESTAC بعد إفلاسه عام 2000، حينما أعيد تأسيسه مرة أخرى. فاز الفريق بكأس الإنترتوتو عام 2001 بعد تغلبه على نادي نيوكاسل يونايتد الإنجليزي. من أبرز اللاعبين الحاليين في صفوف الفريق السنغالي ألاسان اندور، والمغربي غريب أمزين، والتونسي زياد الجزيري، والإيفواري بلايز كواسي.

## وصلات خارجية
- الموقع الرسمي